# Sorrera

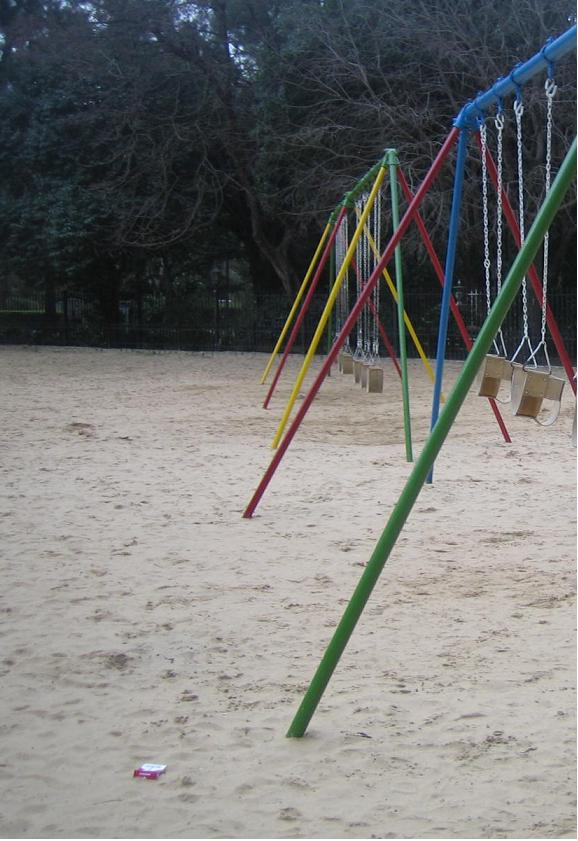
Sorrera situada al barri Palermo, a la Ciutat de Buenos Aires, a l'Argentina.

Una sorrera o arenera és un espai de joc amb sorra o arena, situat dins de places i parcs.
L'espai ocupat per una sorrera pot ser de diverses grandàries i formes.
Hi ha sorreres tancades i obertes.

## Funció
Una sorrera té com a principal funció d'oferir un espai als nens petits per a jugar protegits de gossos i dels jocs de nens més grans (per exemple per a no rebre pilotades i empentes, etc.).
Hi ha en alguns casos areneres tancades amb portes per mesura higiènica, a fi de protegir l'accés a la sorra per part d'animals (majorment gossos i gats), evitant així que hi orinin o defequin.

### Sorra
La sorra té com a principal funció d'esmorteir la caiguda dels nens, com també d'oferir un element amb el qual poden jugar.

## Lloc de les sorreres
Les sorreres es troben en places i parcs, però hi ha diferents configuracions segons el continent, sobretot per al cas de les places. Encara que no és tan freqüent, les areneres de vegades se situen a les escoles, al costat del respectiu pati d'esbarjos o en una zona separada.

### Tipus de places
A Europa i a Amèrica el concepte de plaça és molt diferent, en general a Europa es coneix les places com a espais oberts que poden no ser destinats a l'esplai de la mainada, sinó que pot ser una zona comuna oberta entre diversos edificis o una vorera o sendera ampla. Les places a Amèrica tenen sovint espais verds amb sorreres, amb espais amb jocs infantils.

### Tipus de parc
En el cas dels parcs, la configuració tant per a Europa com a Amèrica és semblant, essent espais verds de menor o major grandària segons el cas.

## Infraestructura
Les sorreres solen tenir diferents jocs per als nens com a gronxadors o hamaques, balances, tobogans, etc, encara que també aquests jocs poden situar-se en zones de parc o espais verds, deixant llavors l'arenera per a l'ús exclusiu dels més petits.